# Dypsis ambositrae
Dypsis ambositrae es una especie de palmera originaria de Madagascar en Ambositra. Está tratada en peligro de extinción por la pérdida de hábitat.

## Descripción
Es una grácil palmera de las altas mesetas, lo que probablemente haría muy bien en el cultivo. Hemos buscado las semillas pero no se encuentra ninguna, hasta ahora. Esta especie probablemente se extinguirá en el futuro cercano, a menos que algún tipo de acción rápida se tome para proteger los árboles que quedan, que ahora son menos de diez. El nombre proviene de la ciudad que se encuentra entre las poblaciones cercanas. 

## Taxonomía
Dypsis ambositrae fue descrita por Henk Jaap Beentje y publicado en Palms of Madagascar 195–197. 1995